# Juan Halty
Juan José Halty Sarobe  (Santiago, Chile, 7 de junio de 1989) es un exfutbolista chileno, que actualmente se desempeña como preparador de arqueros del área formativa de Independiente del Valle, tras haber cumplido similar función en Audax Italiano, Santiago Wanderers y en las divisiones inferiores de Universidad de Chile.

## Selección nacional
También fue llamado para un amistoso de la selección chilena sub-20, antes del sudamericano de Venezuela 2009, pero finalmente no fue llamado al sudamericano.

## Clubes
| Club                 | País  | Año       |
| -------------------- | ----- | --------- |
| Audax Italiano       | Chile | 2005-2009 |
| Universidad de Chile | Chile | 2009-2010 |
| Provincial Talagante | Chile | 2010      |
| Curicó Unido         | Chile | 2011-2014 |
| Trasandino           | Chile | 2014-2015 |

## Palmarés

### Torneos nacionales
| Título           | Club                 | País  | Año    |
| ---------------- | -------------------- | ----- | ------ |
| Primera División | Universidad de Chile | Chile | 2009-A |